# Герой Кыргызской Республики
Герой Кыргызской Республики (кирг. Кыргыз Республикасынын Баатыры) — высшая степень отличия Кыргызской Республики. Была учреждена 16 апреля 1996 года законом Кыргызской Республики № 11 «Об учреждении государственных наград Кыргызской Республики». По состоянию на сентябрь 2024 года известны имена 37 награждённых званием Героя Кыргызской Республики.

## Правовой статус высшей степени отличия «Герой Кыргызской Республики»
Согласно Закону Кыргызской Республики «О государственных наградах Кыргызской Республики» от 6 июля 1996 года № 37, высшая степенью отличия Кыргызской Республики является «Кыргыз Республикасынын Баатыры». Аналогичное положение содержалось в новом Законе Кыргызской Республики «О государственных наградах и почётных званиях Кыргызской Республики» от 28 июля 2017 года № 157, и в принятом в 2023 году и содержится в действующем в настоящее время (декабрь 2023) Законе Кыргызской Республики «О государственных наградах, почётных званиях и государственных премиях Кыргызской Республики» от 9 августа 2023 года № 175.
Положение о высшей степени отличия «Кыргыз Республикасынын Баатыры» («Герой Кыргызской Республики») было утверждено 10 июля 1996 года указом президента Кыргызской Республики А. Акаева № УП-234. В соответствии с этим положением высшая степень отличия «Кыргыз Республикасынын Баатыры» присваивалась гражданам за исключительные заслуги перед государством и народом, совершение геройского подвига во имя свободы и независимости Кыргызской Республики.
Согласно действующему Закону Кыргызской Республики «О государственных наградах, почётных званиях и государственных премиях Кыргызской Республики» от 9 августа 2023 года № 175, высшая степень отличия Кыргызской Республики «Кыргыз Республикасынын Баатыры» присваивается гражданам Кыргызской Республики за особые заслуги перед государством и обществом, связанные с подвигом, совершенным во имя свободы, независимости и процветания Кыргызской Республики (статья 3 Закона).
Высшая степень отличия «Кыргыз Республикасынын Баатыры» присваивается президентом Кыргызской Республики один раз с вручением особого знака «Ак-Шумкар» и соответствующего удостоверения.
Матерям, чьи дети удостоились высшей степени отличия «Кыргыз Республикасынын Баатыры», вручается орден «Матери-героини».

## Особый знак «Ак-Шумкар»
Особый знак «Ак-Шумкар» изготавливается из золота и представляет собой симметричную звезду, состоящую из восьми лучей верхнего уровня, образующих круг диаметром 40 мм, и шестнадцати лучей нижнего уровня, образующих круг диаметром 30 мм. Очертания лучей, граней и форма звезды напоминают вершины гор и раскрытые горные тюльпаны. Центральный диск звезды обрамлён рельефным серебряным лавровым венком. В центре диска помещено изготовленное из серебра накладное рельефное изображение священного «Ак-Шумкара». Колодочка представлена в форме тумара, где на красном эмалевом поле помещён рельефный рисунок тюндюка.
Особый знак «Ак Шумкар» носится на левой стороне груди над особыми знаками «Ата Мекен Баатыры» и «Эмгек Баатыры».

## Список Героев Кыргызской Республики
1. Тугельбай Сыдыкбеков (1912—1997), писатель — Указ от 4 февраля 1997 года, за выдающийся вклад в сокровищницу духовной культуры кыргызского народа, высокую гражданскую позицию в творческой и общественной деятельности[6];
2. Чингиз Айтматов (1928—2008), писатель — Указ от 4 февраля 1997 года, за выдающийся вклад в сокровищницу национальной культуры, широкую популяризацию духовных ценностей кыргызского народа на международной арене, активную общественную деятельность[7];
3. Тургунбай Садыков (род. 1935), скульптор — Указ от 4 февраля 1997 года, за выдающийся вклад в развитие монументального искусства, основание национальной школы скульпторов и активную общественную деятельность[8];
4. Салижан Шарипов (род. 1964), космонавт — Указ от 3 февраля 1998 года, за выдающийся вклад в международное освоение космоса, личное мужество и патриотизм[9];
5. Турдакун Усубалиев (1919—2015), государственный деятель — Указ от 14 октября 1999 года, за выдающиеся заслуги перед государством и народом Кыргызстана[10];
6. Сабира Кумушалиева (1917—2007), артистка кино и театра, народная артистка Кыргызской Республики — Указ от 6 ноября 2000 года, за выдающийся вклад в развитие кыргызского театрального искусства и кино[11];
7. Курманбек Арыков (род. 1949), монтажник стальных и железобетонных конструкций Нижне-Нарынского филиала акционерного общества «Нарынгидроэнергострой» — Указ от 22 августа 2002 года, за самоотверженный плодотворный труд на строительстве гидроэлектростанций Нарынского каскада, значительный вклад в развитие экономического потенциала Кыргызской Республики[12];
8. Акбаралы Кабаев[кирг.] (род. 1951), бригадир комплексной бригады Нижне-Нарынского филиала акционерного общества «Нарынгидроэнергострой» — Указ от 22 августа 2002 года, за самоотверженный плодотворный труд на строительстве гидроэлектростанций Нарынского каскада, значительный вклад в развитие экономического потенциала Кыргызской Республики[12];
9. Асанхан Джумахматов (1923—2008), дирижёр, композитор — Указ от 26 января 2003 года, за выдающийся вклад в развитие профессионального музыкального искусства республики, активную общественную деятельность[13];
10. Мамбет Мамакеев (1927—2024), хирург, академик Национальной академии наук Кыргызской Республики — Указ от 24 ноября 2004 года, за выдающийся вклад в развитие здравоохранения республики, активную общественную деятельность[14][15];
11. Абсамат Масалиев (1933—2004), государственный деятель — Указ от 25 июня 2005 года, за выдающиеся личные заслуги перед государством и народом Кыргызстана, пример бескорыстного служения Родине, высокую гражданскую позицию в общественной деятельности[16];
12. Суйунбай Эралиев (1921—2016), поэт — Указ от 27 октября 2006 года, за выдающийся вклад в сокровищницу духовной культуры кыргызского народа, высокую гражданскую позицию в творческой и общественной деятельности[17];
13. Сооронбай Жусуев (1925—2016), поэт — Указ от 13 февраля 2007 года, за выдающийся вклад в сокровищницу национальной культуры, развитие духовных ценностей кыргызского народа, высокую гражданскую позицию в творческой и общественной деятельности[18];
14. Тологон Касымбеков (1931—2011), писатель — Указ от 13 февраля 2007 года, за выдающийся вклад в сокровищницу национальной культуры, развитие духовных ценностей кыргызского народа, высокую гражданскую позицию в творческой и общественной деятельности[19];
15. Эрнст Акрамов (1936—2024), депутат Жогорку Кенеша Кыргызской Республики, директор Научного центра реконструктивно-восстановительной хирургии — Указ от 16 ноября 2009 года, за выдающийся вклад в развитие здравоохранения республики, активную общественную деятельность[20];
16. Кулийпа Кондучалова (1920—2013), государственный и общественный деятель Кыргызской Республики — Указ от 18 сентября 2010 года, за особые заслуги перед государством и народом Кыргызстана[21][22];
17. Дооронбек Садырбаев (1939—2008), государственный и общественный деятель Кыргызской Республики — Указ от 27 октября 2010 года, за выдающийся вклад в сокровищницу духовной культуры кыргызского народа, высокую гражданскую позицию в творческой и общественной деятельности (посмертно)[23];
18. Исхак Раззаков (1910—1979), государственный и общественный деятель Кыргызской Республики — Указ от 29 декабря 2010 года, за особые заслуги перед государством и народом Кыргызстана, а также учитывая, что его заслуги не были оценены в свое время (посмертно)[24][25];
19. Алисбек Алымкулов (род. 1971), министр по делам молодёжи Кыргызской Республики — Указ от 28 августа 2011 года, за выдающийся вклад в защиту демократических ценностей, единства народа, высокую гражданскую позицию в общественной деятельности и непоколебимое мужество[26];
20. Бексултан Жакиев (1936—2021), народный писатель Кыргызской Республики — Указ от 28 августа 2011 года, за выдающийся вклад в духовную культуру кыргызского народа, высокую гражданскую позицию в творческой и общественной деятельности[27];
21. Миталип Мамытов (род. 1939), заведующий кафедрой нейрохирургии додипломного и последипломного образования Кыргызской государственной медицинской академии имени И. К. Ахунбаева — Указ от 28 августа 2011 года, за выдающийся вклад в развитие здравоохранения республики, активную общественную деятельность[28];
22. Таштанбек Акматов (род. 1938), государственный и общественный деятель, фермер, труженик — Указ от 12 марта 2013 года, за большой вклад в развитие Кыргызской Республики, выдающийся пример неустанного труда на благо страны[29];
23. Жусуп Мамай (1918—2014), манасчи — Указ от 30 мая 2014 года, за исключительные личные заслуги в деле сохранения великого эпоса «Манас» и других эпических произведений, а также выдающийся вклад в обогащение исторического и культурного наследия народа Кыргызстана[30];
24. Алмазбек Атамбаев (род. 1956) — Указ от 27 ноября 2017 года, за исключительные заслуги перед народом, выдающийся вклад в укрепление государственной независимости Кыргызстана, единства народа, мира и согласия в стране, создание прочного фундамента для устойчивого развития Кыргызской Республики, а также проявленные политическую волю и мужество[31][32];
25. Торобай Кулатов (1908—1984), советский государственный и партийный деятель — Указ от 28 августа 2019 года, за выдающиеся личные заслуги перед государством и народом Кыргызстана, патриотизм и беззаветную преданность родине (посмертно)[33];
26. Султан Ибраимов (1927—1980), советский государственный и партийный деятель — Указ от 28 августа 2019 года, за особые заслуги перед государством и народом Кыргызстана, а также беззаветное служение отечеству (посмертно)[34];
27. Жусуп Абдрахманов (1901—1938), советский государственный и партийный деятель — Указ от 31 августа 2021 года, за выдающиеся заслуги перед государством и народом Кыргызстана и в связи со 120-летием со дня рождения (посмертно)[35];
28. Ахматбек Суюмбаев (1920—1993), советский государственный и партийный деятель — Указ от 31 августа 2021 года, за особые заслуги перед государством и народом Кыргызстана, беззаветное служение Отечеству (посмертно)[36];
29. Апас Джумагулов (род. 1934), государственный деятель — Указ от 1 сентября 2022 года, за особые заслуги перед государством и народом Кыргызстана[37];
30. Медетхан Шеримкулов (род. 1939), государственный деятель, член Совета аксакалов Организации тюркских государств — Указ от 1 сентября 2022 года, за особые заслуги перед государством и народом Кыргызстана[38];
31. Камчыбек Ташиев (род. 1968), председатель Государственного комитета национальной безопасности Кыргызской Республики — Указ от 1 сентября 2022 года, за особые заслуги перед государством и народом Кыргызстана[39];
32. Арстанбек Дуйшеев (1932—2003), советский государственный и партийный деятель — Указ от 1 сентября 2022 года, за особые заслуги перед государством и народом Кыргызстана (посмертно)[40];
33. Болотбек Шамшиев (1941—2019), кинорежиссёр, сценарист — Указ от 1 сентября 2022 года, за особые заслуги перед государством и народом Кыргызстана (посмертно)[41].
34. Насирдин Исанов (1943—1991), государственный деятель — Указ от августа 2023 года, за выдающиеся заслуги перед государством и народом Кыргызстана и в связи с 80-летием со дня рождения (посмертно)
35. Абды Суеркулов (1912—1992), государственный деятель — Указ от августа 2023 года, за выдающиеся заслуги перед государством и народом Кыргызстана (посмертно)
36. Иса Ахунбаев (1908—1975), хирург, первый президент Академии наук Киргизской ССР — Указ от августа 2023 года, за большой вклад в становление, развитие медицины и науки Кыргызской Республики (посмертно)
37. Болот Мамбетов (1907—1990), советский государственный и партийный деятель — Указ от 28 августа 2024 года, за выдающиеся заслуги перед государством и народом Кыргызстана (посмертно)[42]
38. Абдыкадыр Орозбеков (1889-1938), государственный деятель, председатель исполнительного комитета Кара-Кыргызской автономной области — Указ от 23 декабря 2024 года, за выдающиеся заслуги перед государством и народом Кыргызстана (посмертно)[43][44].